# 시타바촌
시타바촌(下波村)은 에히메현 기타우와군에 설치된 촌이다. 